# ملعب ويمبلي (1923)
ملعب ويمبلي القديم هو ملعب كرة قدم يقع في منطقة ويمبلي بالعاصمة البريطانية لندن. ويعد من أشهر ملاعب كرة القدم في العالم، افتتح في 28 أبريل 1923 بعدما استضاف نهائي كأس إنجلترا بين فريقي نادي بولتون واندرز 2 - 0 وست هام يونايتد في حضور جماهير هائلة بلغت قرابة 127 ألف متفرج. في حين أبعدت الشرطة عدد كبير من الجمهور لعدم إتساع الملعب لهذا الحضور، وبلغ عائد هذه المباراة 27776 جنيهاً استرليني.
شهد الملعب إقامة العديد من الفعاليات الرياضية؛ منها نهائي كأس العالم 1966. تم هدمه في عام 2003 بعد ثلاثة أعوام من إغلاقه، وافتتح مرة أخرى بعد إعادة بنائه في عام 2007.

## التاريخ
قام الملك جورج الخامس بجز عشب المَلعَب لأول مرة، وافتتح للجمهور لأول مرَّة في 28 أبريل 1923، وتغيَّرت الكثير من مناظر «منتزه ويمبلي لهامفري ريبتون» الطَّبيعية الأصليَّة في 1922-1923 أَثناء الاِستِعدَاد لإقامة معرض الإمبراطوريَّة البريطانيَّة في الفَترَة مَا بَين 1924 و1925، وعُرف لأول مرَّة بِاِسم استاد معرض الإمبراطوريَّة البريطانيَّة أو استاد إمباير،  وقد بناه «السير روبرت ماك ألبين»،  لإقامة معرض الإمبراطوريَّة البريطانيَّة.
بَلَغَت تَكلِفَة المَلعَب 750 ألف جنيه إسترليني (مَا يُعادل 46 مليُون جنيه إسترليني تقريبًا في عام 2020)، وشُيد في مَوقِع سابق يُدعى «برج واتكينز»، بإشراف وتخطيط المُهندسين المعماريّين «السير جون سيمبسون» و«ماكسويل آيرتون»،  وكبير المُهندسين «السير أوين ويليامز»، وقد كَان من المفترض هدم الاستاد في نهاية المعرض، لكنهم أبقوه بعدما أقترح ذَلِك «السير جيمس ستيفنسون» رَئِيس اللَّجنَة المنظَّمة لمعرض الإمبراطوريَّة.
في نهاية المعرض الَّذِي مني بخيبة أمل ماليَّة، أعتبره الكثيرون بمثابة «فيل أبيض» عملاق، وقام بشراءه المضارب العقاري «جيمس وايت» حيثُ خطط لبيع المباني وإعادة تطويرها، وعُين «آرثر إلفين» للإشراف على بيع المباني وتصفية الموقع،  وَبَعد تسعة أشهر وَافَق «إلفين» على شِرَاء المَلعَب من «وايت» بمبلغ إجمالي قدره 127000 جنيه إسترليني، بَعد أن حقَّقَ مبالغ مُنَاسَبَة من بيع المباني.

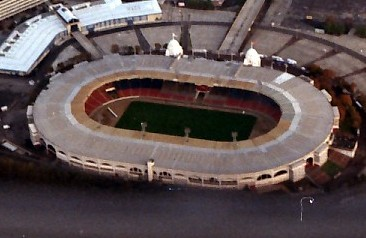
منظر جوي لاستاد ويمبلي في 1991

في 1927 انتحر «وايت» في منزله بَعد إفلاسه، وواجه إلفين إِمكانِيَّة هدم الاستاد، وأضطر لجمع الأموال لشراء الاستاد قَبل هدمه، ثم باعه على الفور إلى شَّرِكَة مُقابِل حصوله على أسهما، ومنحه ذَلِك أكبر حصّة فرديّة في استاد ويمبلي حيثُ أصبَح فيمَا بَعد رئيسًا لَه.

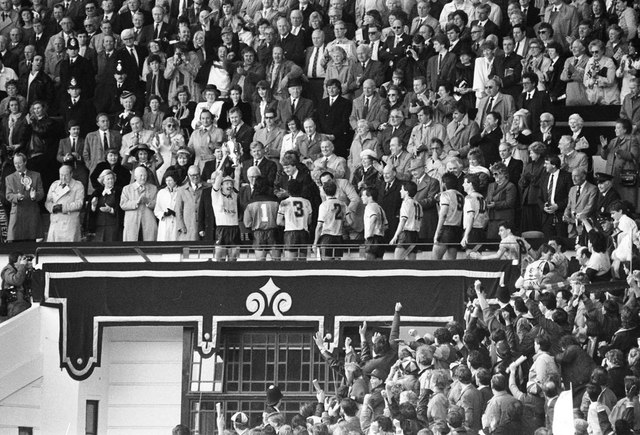
الصندوق الملكي في أبريل 1986 حيث قُدمت عروض الكأس

## كرة القدم

### مبارياتكأس العالم 1966
| التاريخ       | التوقيت (بتوقيت جرينتش) | الفريق الأول | النتيجة | الفريق الثاني    | الدور                      | الحضور |
| ------------- | ----------------------- | ------------ | ------- | ---------------- | -------------------------- | ------ |
| 11 يوليو 1966 | 19:30                   | إنجلترا      | 0–0     | الأوروغواي       | المجموعة 1                 | 87148  |
| 13 يوليو 1966 | 19:30                   | فرنسا        | 1–1     | المكسيك          | المجموعة 1                 | 69237  |
| 16 يوليو 1966 | 19:30                   | إنجلترا      | 2-0     | المكسيك          | المجموعة 1                 | 92.570 |
| 19 يوليو 1966 | 16:30                   | المكسيك      | 0–0     | الأوروغواي       | المجموعة 1                 | 61112  |
| 20 يوليو 1966 | 19:30                   | إنجلترا      | 2-0     | فرنسا            | المجموعة 1                 | 98370  |
| 23 يوليو 1966 | 15:00                   | إنجلترا      | 1–0     | الأرجنتين        | الدور ربع النهائي          | 90,584 |
| 25 يوليو 1966 | 19:30                   | إنجلترا      | 2-1     | البرتغال         | نصف النهائي                | 94493  |
| 28 يوليو 1966 | 19:30                   | البرتغال     | 2-1     | الاتحاد السوفيتي | مباراة تحديد المركز الثالث | 87696  |
| 30 يوليو 1966 | 15:00                   | إنجلترا      | 4-2     | ألمانيا الغربية  | النهائي                    | 96924  |

## رياضات أخرى
اشتهر ويمبلي باستضافة مباريات كُرَة القدم، حيثُ استضاف بشكل سنوي نهائي كأس الاتِحاد الإنجليزي، والعديد من مباريات إنجلترا الدوليَّة.

### دوري الرجبي

#### دولي
| الترتيب | التاريخ        | النتيجة                                 | الحضور | ملاحظة                                                                  |
| ------- | -------------- | --------------------------------------- | ------ | ----------------------------------------------------------------------- |
| 1       | 18 يناير 1930  | أستراليا هزم ويلز 26-10                 | 20000  |                                                                         |
| 2       | 30 ديسمبر 1933 | أستراليا هزم ويلز 51-19                 | 10000  |                                                                         |
| 3       | 12 مارس 1949   | فرنسا هزم إنجلترا 12-5                  | 15000  | 1948-49 بطولة دوري الرجبي الأوروبية أول منتخب فرنسي يفوز في ملعب ويمبلي |
| 4       | 16 أكتوبر 1963 | أستراليا هزم بريطانيا العظمى 22-16      | 13946  |                                                                         |
| 5       | 3 نوفمبر 1973  | بريطانيا العظمىهزم أستراليا 21-12       | 9874   |                                                                         |
| 6       | 27 أكتوبر 1990 | بريطانيا العظمىهزم أستراليا 19-12       | 54569  |                                                                         |
| 7       | 24 أكتوبر 1992 | أستراليا هزم بريطانيا العظمى 10-6       | 73.631 | نهائي كأس العالم للرجبي 1992 سجل حضور دوري الرجبي الدولي الجديد.        |
| 8       | 16 أكتوبر 1993 | بريطانيا العظمى هزم نيوزيلندا 17-0      | 36131  | بريطانيا العظمى ضد نيوزيلندا 1993                                       |
| 9       | 22 أكتوبر 1994 | بريطانيا العظمىهزم أستراليا 8-4         | 57.034 |                                                                         |
| 10      | 7 أكتوبر 1995  | إنجلترا هزم أستراليا 20-16              | 41271  | كأس العالم للرجبي 1995 المجموعة أ                                       |
| 11      | 28 أكتوبر 1995 | أستراليا هزم إنجلترا 16-8               | 66.540 | نهائي كأس العالم للرجبي 1995                                            |
| 12      | 1 نوفمبر 1997  | أستراليا (SL) هزم بريطانيا العظمى 38-14 | 41135  |                                                                         |

### الألعاب الأولمبية الصيفية 1948
أُقيمت دَورَة الأَلعَاب الأولمبية الصيفية لعام 1948 في ويمبلي، وَكَان من بَين الفائزين البارزين فاني بلانكيرس كوين، وإميل زاتوبك، واستضاف المَلعَب أيضًا الدّور نصف النهائي والنهائي من بطولات الهوكي الأولمبية وكرة القدم، وحدث «جائزة الأُمَم» في مُسَابَقَة الفُروسِية، ومباراة لاكروس.

### اتحاد الرجبي
لعب منتخب إنجلترا مباراة ودية ضدَّ كندا في 17 أكتوبر 1992، حيثُ كَان مَلعَب الفَرِيق المعتاد في تويكنهام مُغلق لإعادة تطويره، ولعب منتخب ويلز مُبارياته الدوليَّة في بطولة الأُمَم الخُمُس على مَلعَب ويمبلي أَثناء أَعمَال التوسيع في ملعبه ملعب تويكنهام.
| التاريخ        | المسابقة                  | الفريق  | الفريق | الفريق الضيف | الفريق الضيف | الحضور |
| -------------- | ------------------------- | ------- | ------ | ------------ | ------------ | ------ |
| 17 أكتوبر 1992 | سلسلة الخريف الدولية 1992 | إنجلترا | 26     | كندا         | 13           |        |
| 29 نوفمبر 1997 | سلسلة الخريف الدولية 1997 | ويلز    | 7      | نيوزيلندا    | 42           | 76000  |
| 5 أبريل 1998   | 1998 بطولة الأمم الخمس    | ويلز    | 0      | فرنسا        | 51           | 75000  |
| 7 مارس 1998    | 1998 بطولة الأمم الخمس    | ويلز    | 19     | إسكتلندا     | 13           | 72000  |
| 14 نوفمبر 1998 | 1998 سلسلة الخريف الدولية | ويلز    | 20     | جنوب إفريقيا | 28           | 55000  |
| 20 فبراير 1999 | 1999 بطولة الأمم الخمس    | ويلز    | 23     | أيرلندا      | 29           | 76000  |
| 11 أبريل 1999  | 1999 بطولة الأمم الخمس    | ويلز    | 32     | إنجلترا      | 31           | 76000  |

### كرة القدم الأمريكية
عقدت الرابِطَة الوطنيَّة لكرة القدم تسع مباريات كُرَة قَدَم أمريكيَّة قَبل بداية الموسم في ويمبلي بَين عاميّ 1983 و1993، حيثُ لعب مينيسوتا فايكنج و«سانت لويس كاردينالز» المُباراة الأولى في 6 أغسطس 1983، وأقيمت المُباراة الأخيرة بَين ديترويت ليونز ودالاس كاوبويز في 8 أغسطس 1993. وأقيمت مباراة استعراضية في 21 يوليو 1984 بَين «فيلادلفيا ستارز»، و«تامبا باي»، ولعب «لندن كينجز» من الرابِطَة العالميَّة لكرة القدم الأمريكيَّة في المَلعَب في عاميّ 1991 و1992.

## الموسيقى
استضاف المَلعَب «عرض لندن للروك أند رول» (بالإنجليزية: The London Rock and Roll Show)‏ في أغسطس 1972، وَهُو حفلِ موسيقيّ لكل النجوم، واستضاف بَعد ذَلِك عدَّة حفلات وأحداث موسيقيَّة أبرزها حدث تقيمه المحطّة البريطانيَّة «لايف أيد»، وتضمّن أَعمَال لديفيد بوي، وكوين، وبول مكارتني، وإلتون جون، وذا هو، وداير سترايتس ويو تو، في 13 يوليو 1985.

## مناسبات رياضية
افتتح هذا الملعب لأهم المنافسات الرياضية المحلية والدولية، ومنها استضافة الملعب لنهائيات كأس العالم بإنجلترا سنة 1966م.

## وصلات خارجية
- Old Wembley Stadium @worldstadia.com
- Wembley trivia
- Virtual tour
- White Horse Cup Final – The Times